# De ijsbroden
De ijsbroden is een stripverhaal uit de reeks van Jerom.

## Locaties
- Morotari-burcht, Loch-Latham (Schotland), herberg The Dark Moon, Grampian Castle

## Personages
- Jerom, tante Sidonia, professor Barabas, Odilon, Arthur (president), ridders van Morotari, de clan van Kilinoch, de clan van Mac Roy, Geoffrey en zijn vader, doedelzakspeler,

## Het verhaal
Een gemaskerde figuur komt met een vliegtuig naar de Morotari-burcht en wil graag hulp, hij geeft een brief en daarin wordt gemeld dat er ijsbroden uit de lucht vallen in Loch-Latham. Samen met Odilon vliegt hij naar het dorp en het duo overnacht in een hut. 's Nachts raakt de straalmotor beschadigd en  Jerom verdenkt Odilon, maar het blijkt door de ijsbroden veroorzaakt te zijn. De dingen vallen uit de lucht als enorme hagelstenen. De volgende ochtend vindt Jerom een schaapje met een gebroken poot. Ze spalken het pootje en ontmoeten de eigenaar van het schaap. Dit blijkt de man te zijn die Morotari in het geheim heeft gewaarschuwd. Dan wordt de man ontvoerd door de clan van Oooh en Jerom en Odilon zetten de achtervolging in. Ze kunnen niet voorkomen dat de man verdwijnt en ze gaan naar het dorp.
In de herberg wordt Jerom aangevallen, maar al snel blijkt zijn enorme kracht. In het dorp wil niemand praten over de ijsbroden, maar dan vallen weer vele ijsbroden uit de lucht en iedereen vlucht naar binnen. Jerom redt een kleine jongen van de vallende ijsbroden en zijn vader komt hem halen. De man denkt aan de vloek van Jefferson Mac Roy van Grampian Castle. Jerom vangt dit met zijn oren op en ze vragen de weg aan een doedelzakspeler. Het kasteel blijkt aan de overkant van het meer te liggen en ze gaan hier met de motor naar toe. De man blijkt tot de clan te behoren en waarschuwt zijn clanleden met een postduif. Tante Sidonia en professor Barabas zijn ook in het dorp aangekomen en willen de ijsbroden onderzoeken. Professor Barabas vermoedt dat ze ontstaan in een jetstream of van een vliegtuig zijn gevallen.
Odilon maakt per ongeluk de banden van de straalmotor stuk en de vrienden reizen verder in Dudule, de kleine auto van tante Sidonia. Vlak bij het kasteel worden ze weer aangevallen, maar Jerom kan de vijanden verslaan. Ze overnachten nabij het kasteel en Odilon valt in slaap als hij de wacht moet houden. Hierdoor lukt het de vijanden om de wapens van professor Barabas te pakken te krijgen. Met slaapgasgranaten lukt het professor Barabas om de vijanden te overmeesteren en in een toren van het kasteel ontdekken ze een machine. Ook ontdekken ze Jefferson Mac Roy, professor Barabas heeft in het verleden met hem gesproken over theorieën over de ijsbroden. Hij werd voor heksenmeester uitgemaakt, toen de dorpelingen erachter kwamen dat hij onderzoek deed naar de ijsbroden. Hij zette zijn studie voort en kon zelfs ijsbroden uit jetstreams namaken met een machine. De man betuigt spijt en zal stoppen met de terreur.